# グレン・グールド
グレン・ハーバート・グールド（Glenn Herbert Gould, 1932年9月25日 - 1982年10月4日）は、カナダのピアニスト、作曲家。

## 生涯

### デビューまで

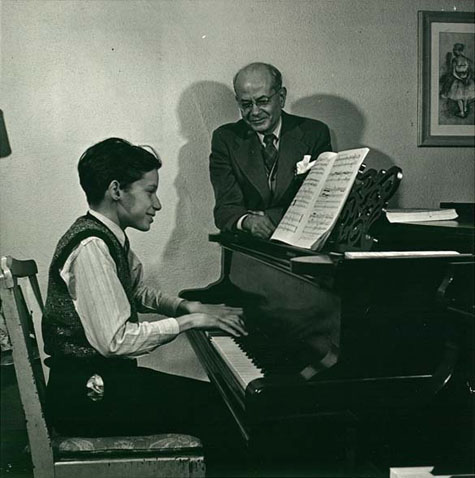
アルベルト・ゲレロにピアノを習うグレン・グールド

1932年9月25日、トロントに生まれる。旧姓名は、グレン・ゴールド（Glenn Gold）。プロテスタントの家系だが、ゴールドという苗字がユダヤ人に多く、当時高まっていた反ユダヤ主義に巻き込まれることを恐れて、グレンの生後まもなく一家はグールドと改姓した。母はノルウェーの作曲家グリーグの親類である。
母親は声楽の教師でピアノも弾き、父親は声楽同様ヴァイオリンの演奏ができた。母親からピアノの手ほどきを3歳から受けたのち、1940年に7歳にしてトロントの王立音楽院に合格。同院で、レオ・スミスより音楽理論を、フレデリック・シルヴェスターよりオルガンを、アルベルト・ゲレロよりピアノを習う。1944年、地元トロントでのピアノ演奏のコンペティションで優勝。1945年にオルガン奏者としてデビュー。同年には、カナダ放送協会によりグールドのピアノ演奏が初のオンエア。1946年5月トロント交響楽団と共演しピアニストとしてベートーヴェン「ピアノ協奏曲第4番」で正式デビューし、同年10月、トロントの王立音楽院を最年少で最優秀の成績で卒業。その後、1947年に初リサイタルを行って国内での高い評価を得た。

### ゴルトベルク変奏曲の衝撃
1955年1月2日、ワシントンで公演してアメリカでの初演奏を行い、ワシントン・ポスト誌に「いかなる時代にも彼のようなピアニストを知らない」と高い評価が掲載された。続く1月11日のニューヨークでの公演で米国CBSのディレクター、d.オッペンハイマーがグールドの演奏に惚れ込み、翌日終身録音契約が結ばれた。グールドはプロデューサーなどの反対を押し切り、デビュー盤としてヨハン・ゼバスティアン・バッハの「ゴルトベルク変奏曲」を録音。1956年に初のアルバムとして発表されると、ルイ・アームストロングの新譜を抑えてチャート1位を獲得した。
同作は、ハロルド・C・ショーンバーグのような大御所批評家からも絶賛され、ヴォーグ誌やザ・ニューヨーカー誌といった高級誌もグールドを賞賛した。
その後メディアは、そのアイドル的容貌と奇抜な性癖を喧伝し、グールドは一躍時の人となった。1957年には、ソビエト連邦およびヨーロッパへの演奏旅行に赴く。
第二次世界大戦以降、ソ連へ初めて演奏旅行に赴いた北米の音楽家となったグールドは、口コミで瞬く間に演奏会場が満員になり、「バッハの再来」と賞賛を浴びた。その演奏により、当時鉄のカーテンの向こう側と言われていたソ連と東欧諸国でもセンセーションを起こした。グールドは、演奏方法・解釈、新たな作曲家の認知など、その後のロシア音楽界に多大な影響を及ぼした。その衝撃・影響力・演奏の素晴らしさは、ムスティスラフ・ロストロポーヴィチら当時の最高峰の音楽家達によっても証言されている。
その後、ヨーロッパでは、ヘルベルト・フォン・カラヤン、レオポルド・ストコフスキーらとも共演。1959年には、ザルツブルク音楽祭にも出演した。北米と異なり伝統的で保守的な風潮のあるこれらの国々でも大絶賛を受けたグールドは、世界的なピアニストとしての地位を確立した。
1960年、スタインウェイ社の技術者により肩に傷害を受けたとして、同社を告訴する。その後、スタインウェイ社は賠償金を支払った。

### 演奏会からの引退後
かねてより、演奏の一回性へ疑問を呈し、演奏者と聴衆の平等な関係に志向して、演奏会からの引退を宣言していたグールドは、1964年3月28日のシカゴ・リサイタル を最後にコンサート活動からは一切手を引いた。これ以降、没年までレコード録音及びラジオ、テレビなどの放送媒体のみを音楽活動の場とする。同年には、トロント大学法学部より、名誉博士号を授与された。
1965年、カナダ北部のチャーチルまで旅行する。1967年、カナダ放送協会（CBC）が、グールドの製作したラジオドキュメンタリー「北の理念（The Idea of North）」を放送する。その後も、「遅れてきた者たち」、「大地の静かな人々」といったラジオドキュメンタリーが放送された。1977年、グールド演奏によるバッハの「平均律」第2巻 前奏曲とフーガ第1番ハ長調の録音が、未知の地球外知的生命体への、人類の文化的傑作として宇宙船ボイジャー1号・2号にゴールデン・レコードとして搭載された。
1981年、バッハの「ゴルトベルク変奏曲」を再録音する。1982年9月27日、脳卒中によりトロント総合病院に緊急入院。この後、容態は急速に悪化。10月4日、父親の判断により延命措置の停止が決断され、同日死亡。遺体はトロントにあるマウント・プレザント墓地に埋葬された。墓石にはゴルトベルク変奏曲の一節の楽譜が刻まれている。50歳没。最後のピアノ録音は、リヒャルト・シュトラウス「ピアノ・ソナタOp.5」（録音日時1982年7月2日及び9月1-3日）であり、その後同年9月8日にはリヒャルト・ワーグナーのジークフリート牧歌をトロント交響楽団で指揮・録音しており、グールドはスタジオ録音においてピアノ奏者としてではなく、指揮者として人生を終えている。

## バッハの偉大な演奏者
グールドは、一般的なクラシックのピアニストとは一風異なるレパートリーの持ち主であった。

### バッハに対する傾倒
デビュー以来、グールドは活動の基盤をバッハにおいていた。その傾倒ぶりは、彼のバッハ作品の録音の多さはもとより、彼の著述からもうかがい知ることができる。グールドの興味の対象はバッハのフーガなどのポリフォニー音楽であった。バッハは当時でももはや時代の主流ではなくなりつつあったポリフォニーを死ぬ直前まで追究しつづけたが、そうした時代から隔絶されたバッハの芸術至上主義的な姿勢に共感し、自らを投影した。
グールドのデビュー当時、バッハの作品は禁欲的な音楽であると考えられていた。ヴィルトゥオーソ的な派手なパフォーマンスは求められず、エトヴィン・フィッシャーに代表される、精神性の高さを重視したピアノ演奏が支持されていた。また、19世紀末から始まったチェンバロ復興運動の流れから、その鍵盤曲はチェンバロによって演奏するのが正統であるとの考えが広まりつつあった。
こういった事情により、ピアノに華やかさを求める演奏者・聴衆はバッハを避ける傾向にあったが、グールドは、デビュー作「ゴルトベルク変奏曲」の録音において、旧来のバッハ演奏とは異なる軽やかで躍動感あふれる演奏を、ピアノの豊かな音色と個性的な奏法により実現した。発表当時の評価は大きく分かれたが、その後、ピアニストに限らず多くの音楽家に与えたインパクトは甚大であった。
その後も、様々なバッハの鍵盤作品について大胆な再解釈を行い、バッハ演奏について多くの業績と録音を残した。こうして、グールドは、バッハ弾きの大家としての名声を不動のものとしていった。

### 古典派の軽重
バッハの演奏解釈が最初驚きをもって迎えられつつも、高い評価とともに後の演奏家に絶大な影響を及ぼすようになったのに対して、現在においても評価が分かれているのが、グールドの古典派作品の演奏である。
モーツァルトについて、「（夭折したのではなくて、むしろ）死ぬのが遅すぎたのだ」とまで述べたグールドは、苦痛な作業と言いながらもソナタ全曲録音を行っている。その極端に速い、または、遅いテンポ設定や分散和音の多用、逆アルペジオなどの独創的解釈は、毀誉褒貶に晒されることとなり、リリー・クラウスは、「あれだけの才能を持っているのだから普通に弾けばよいのに」ともらしたと伝えられている。
ベートーヴェンについて、その楽曲ごとに賛否両論を唱えたグールドは、若年より、多くの録音を残している。ベートーヴェンについても、グールドの極端なテンポ設定などの異端な解釈が賛否を呼んでいる。
ハイドンについては、長きに渡って演奏や録音の頻度が少なかったグールドであったが、その最晩年になって、「ロココ時代への偏見の例外」としてハイドンへの興味を示し、後期の6つのソナタを当時の新技術であったデジタル録音にふさわしい題材に選んで録音している。

### ロマン派への好悪
多くのピアニストが敬愛するフレデリック・ショパンやフランツ・リストに対して否定的であり、録音も少ない。
しかし、グールド自身は、ロマン派の作曲家ごとにはっきりと好悪をつけ、自身が好む作曲家の作品を積極的に録音している。さらに、「どうしようもなく自分はロマン派だ」と言う。
いわゆる前期ロマン派に関しては、極端に否定的な見解を何度となく述べている。前期ロマン派の作曲家については正規録音としてはジュリアード弦楽四重奏団とのロベルト・シューマンのピアノ四重奏曲 Op. 47とフレデリック・ショパンのピアノソナタ第3番 Op. 58が残されている。
それに対して新ドイツ楽派、後期ロマン派の作曲家については、グールドはリストを別にすればおおむね好意的な評価をしており、ヨハネス・ブラームスの録音がある程度残されている他、特にリヒャルト・ワーグナー、リヒャルト・シュトラウス、ジャン・シベリウスはグールドのお気に入りの作曲家であった。ただこの一群は主要なピアノ作品をほとんど残していないこともあり、グールドはワーグナーで行ったように自身でピアノ用に編曲して録音を残したりするなどのピアノ曲を残すことになった。

### 新ウィーン楽派への評価
20世紀の音楽も積極的に取り上げたグールドであったが、特にシェーンベルクに対する評価は極めて高く、演奏頻度、著作などでの言及も多い。

## 斬新なピアニズム
グールドはピアノという楽器の中で完結するようなピアニズムを嫌悪し、「ピアニストではなく音楽家かピアノで表現する作曲家だ」と主張した。

### 対位法信仰
グールドは、ピアノはホモフォニーの楽器ではなく対位法的楽器であるという持論を持っており、ピアノ演奏においては対位法を重視した。事実、グールドのピアノ演奏は、各声部が明瞭で、一つ一つの音は明晰であり、多くはペダルをほとんど踏まない特徴的なノン・レガート奏法であった。また、多くのピアニストと異なり和声よりも対位法を重視し、音色の興味に訴えるよりも音楽の構造から生み出される美を問うたことから、ショパンではなくバッハを愛好し、その興味はカノンやフーガにあって、その演奏の音色はほぼ単色でリズムを重視、その奏法は左手を伴奏として使う他の多くのピアニストと異なり、左手のみならず全ての指に独立性を持たせていた。この個性的な演奏法について、グールド自身は、オルガン奏法のリズムによる呼吸法やロザリン・テューレックの演奏の影響を受けていると語っており、その優れた指の独立については、グールドが左利きであったこととの関連性も指摘されている。
知的な音楽家といわれるグールドであるが、この対位法に対するこだわりについては頑迷であり、どのような音楽に対しても対位法を通してしかアプローチを行おうとしなかった。晩年にいたるほど、対位法信仰は深くなり、レパートリーの選択、楽曲の解釈、演奏時のテンポ、リズム、タッチ、装飾、ペダリング、録音方法にいたるまで、より対位法を際立たせる手法が用いられていった。
また、グールドは、こういった自身の指向に合う音楽を作り出すために自身のスタインウェイ製のピアノに対してそのタッチを軽くするなどの改造をしていたこともあり、晩年にはヤマハのピアノも使用していた。

### 低い姿勢とハミング

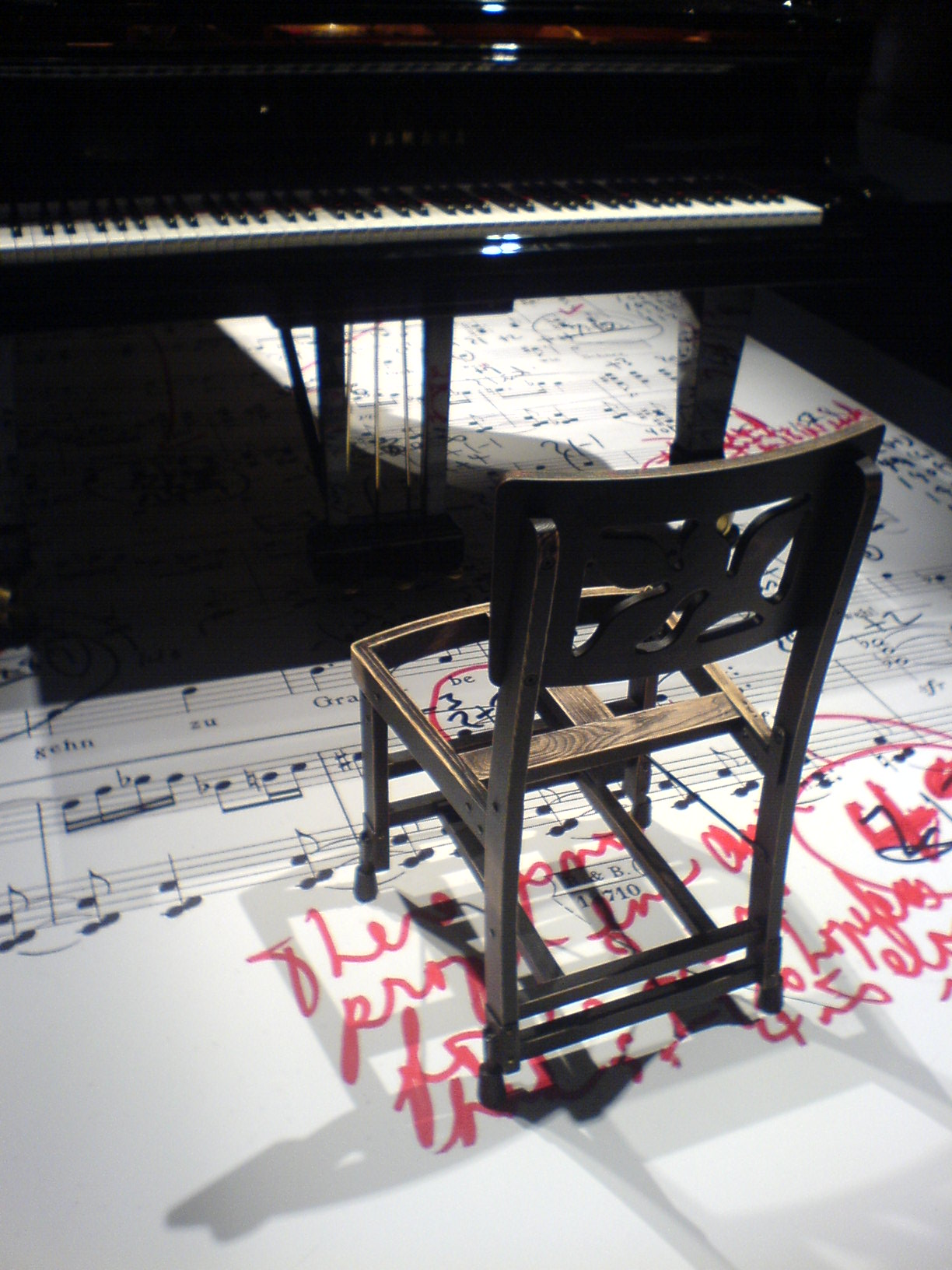
グールドの使用した椅子

グールドは異様に低い椅子（父親に依頼して作ってもらった高さおよそ30cmの特製折りたたみ椅子）に座り、極端に猫背で前のめりの姿勢になって大きな手振りでリズムを取るといった特異な奏法と斬新な演奏で世間の注目を集めた。
グールドは自身の奏法についてほとんどの点において有利であるが、「本当のフォルテが出せない」と分析していた。演奏時にはスタジオ内録音の際でも常にメロディーや主題の一部を歌いながら演奏するため、一聴しただけでグールドの「鼻歌」が聞こえ、彼の演奏と分かることが多い。レコーディング・エンジニア等が再三注意し止めさせようとしたにも関わらず、グールドは黙ってピアノを弾くことはできないとして生涯そのスタイルを貫いた。しかしこの歌声によって現在弾いている曲の隠れた旋律や主題を分かりやすく聞くことができる。その点で指揮者ニコラウス・アーノンクールに類似するという指摘もある。また歌っていることにより、旋律がなめらかに聞こえるという者もある。
なお、猫背でかがみこむような奏法や指の独立には、その師であるゲレーロの「フィンガー・タッピング技法」の影響も指摘されている。

### 大胆な解釈
グールドは、作曲者のように演奏をしている。演奏にあたっては、楽譜が指定したテンポ、強弱、アーティキュレーション、装飾記号などを勝手に変更したり、分散和音の一部を強調して繋いで新たな声部を作ったりした。また、和音を分散和音にしたり、当時のピアノ演奏の慣習になかった上方から下方へのアルペジオ、いわゆる逆アルペジオを大胆に使ったことでも有名であった。
とりわけ、ゴルトベルク変奏曲の主題アリア第11小節の逆アルペジオは反響が大きく、その後、多くのピアニストが倣うようになった。ヴォルフガング・アマデウス・モーツァルトの演奏においては、装飾記号の無視がはなはだしく、モーツァルトの装飾性を軽蔑していたという。
さらに、グールドは、意図的に反復記号を無視して演奏するため、当時リヒテル等から批判されていた。

### パルスの継続
グールドは、パルスの継続という独自の演奏法を志向した。ここでのパルスとは、リズムの一定の基準のことであり、パルスの継続とは、楽曲全体をこのパルスによって束ねたうえで、即興的あるいは感情的なリズムの変化やルバートを排することである。ただし、これはリズムの硬直化やアゴーギクの排除を意味するものではなく、基本的なパルスを設定して、それを分割したり、倍加させることは可能である。グールドは、リズムの硬直化に対して懸念さえ表明しており、この点においてロックミュージックやミニマリズムに対して否定的であった。さらに、一部の楽曲では各楽章を通して可能な限りテンポを統一しようとする試みも行っており（その一例が後述のバーンスタインと意見を異にしたブラームスの協奏曲1番である）、この点もパルスの継続への志向の一つである。
こういった演奏姿勢は、コンサートをドロップ・アウトしたことともあいまって、評論家の間では、伝統破壊であるとか、アンチ・ヴィルトオーソ的であるなどと評されたが、グールドの晩年には、パルスの継続への志向が功を奏し、音楽全体の統一感がより顕著になり高く評価されるようになった。

## 演奏会と電子メディア
グールドは、演奏会を否定し、録音をはじめ電子メディアに人生や芸術を託したピアニストとして有名である。

### 演奏会への不信
演奏会において正しく燕尾服を纏い観客を圧倒するパフォーマンスをみせることが優れた演奏家の当然の条件のようにいわれた時代にあって、自身の気に入ったセーターを着て特注の椅子に座って演奏するなど奇抜なスタイルで演奏会に臨んでいたグールドは、そもそも演奏会そのものに対して批判的であり、デビュー以来ライヴ演奏に対する疑問や批判を繰り返していた。
グールドは、この点について大変に雄弁であり、多くのユニークな論拠を挙げている。第1は、演奏会の不毛性・不道徳性であり、グールドによれば、演奏会での聴衆は言ってみれば「血に飢えて」おり、演奏者は失敗を畏れて志を失い、ひいては「寄席芸人に身を落としてしまう」と言う（これは、聴衆が批評家として演奏家の演奏上の失敗を探すことに喜びを感じ、それら批評家と化した聴衆を技巧と才能で黙らせる演奏者との対立的な演奏会のことを揶揄したとされている）。
また、演奏会やコンクールに特有の競争性にも否定的で、「演奏行為は競争ではなく情事である」とも語っている。また、演奏会では、演奏者と聴衆は平等な関係を失っているという。第2には、ライヴ演奏の一回性への疑問であり、それを「ノン・テイク・ツーネス」とよび、録音技術の登場によりライヴ・コンサートはその意義を失ったとまで説いた。結局グールドは、コンサート・ドロップアウト後は、どんなに頼まれても演奏会で演奏することはなかった。
現在では、コンサートドロップアウトには、後述するグールドの繊細で完璧主義な性格や、現在に比べると安全性が極めて低く、非常に大きな騒音と振動で乗客を疲労困憊させる飛行機を嫌ったこと も大きな要因であったといわれている。

### 電子メディアへの情熱
演奏会を否定したグールドは、演奏会の不謬性から解放された存在として電子メディアをとりあげ、最終的には演奏会否定論とは別次元でそれを積極的に評価し、自身の主張を実践していった。
その第1は録音である。グールドによれば、かつて西洋音楽界では、聴き手もまた音楽を嗜んでおり、音楽家と聴衆の平等な関係が成立していた。
しかし、ヴィルトオーソ的な技術屋の存在と演奏会がその関係を壊した。新しいメディアたる録音は、聴衆を音楽に関与させる力を持ち、両者の平等な関係を回復させるという。録音には、自身の満足できる芸術を創ることができるという長所も見出したグールドは、自身が気に入るテイクを得られるまで何度でも録音をし直し、気に入ったテイク同士を自身で接続したこともあったと語っている。
グールドは、録音を映画に喩え、テイクを切り貼りするのは、より良い作品を創るための正当な行為と捉えていた。また、録音行為はグールド個人にとっても心地のよいものであったとあり、スタジオを子宮に喩え、マイクロフォンは自身と敵対することはないとも語っている。
録音方法も一風変わったものがあり、例えば、バッハのフーガの技法をパイプオルガンで録音した際には、空気の抜ける音を拾い上げる変わった録音方法を採っている。グールドの作品は、4度グラミー賞を受賞している。第2には、テレビやラジオの活用であり、コンサート・ドロップアウト以降も人々はテレビにおいてはグールドの演奏する姿を見ることができた。グールドは音楽について聴衆を啓蒙する番組も作成した。

## 芸術家グールド
グールドは、「音楽におけるある種のルネッサンス的人間」と称し、エッセイスト、ドキュメンタリー製作者など、多彩な文化人として振舞った。グールドは、アーティストという存在について、岩山に群がり常に頂上を目指そうとする猿のようで、視野が狭く客観的尺度で物を見ることができないと指摘、アーティストとしての価値は対象としている世界から隔絶していることだと主張し、外交官、放送関係の人間、自由な思想のジャーナリストといった俯瞰的なものの見方が出来る人々に関心を抱いた。

### 思想家・批評家としてのグールド
グールドの数多い著述は、ときに思想的であり、とりわけ芸術と道徳に関してはグールドは雄弁であった。「芸術の目的は、瞬間的なアドレナリンの解放ではなく、むしろ、驚嘆と静寂の精神状態を生涯かけて構築することにある」という言葉は特に有名である。マーシャル・マクルーハンに影響を受けたメディア論も有名で、マクルーハンの名を挙げて多くのメディア論を展開している。音楽そのものについては、アルノルト・シェーンベルクに関する論考が大変多いことも知られている。
グールドは、作品に対する批評としてのピアノ演奏を数多く行っている。その演奏姿勢は、演奏は作曲者に対する敬意なくして価値を持たないと考える保守的な聴衆から多くの批判を受けている。また、現在、グールドの演奏・著述などから、その音楽思想について多くの論考がされており、グールドの音楽思想を音楽における一種の構造主義と捉える向きもある。

### ドキュメンタリー製作・メディア活動
グールドは、ラジオドキュメンタリーを製作している。特に有名なものが「北の理念」「遅れてきた者たち」「大地の静かな人々」の通称「孤独三部作」であり、グールドの北への憧憬、カナダ北部の辺境で生活して隔絶を体験することで人生を豊かにした人々への賞賛がこめられた内容となっている。ここでは、グールド自身が採集してきた複数のインタヴューを、発言の意味や韻を考慮して、ポリフォニックに構成し直すというアイデアが使われており、対位法的ラジオとも呼ばれている。グールドは、テレビ番組の制作にも多くかかわっている。ここでは、グールドの変装（とりわけカールハインツ・シュトックハウゼンの物真似は有名である）や皮肉交じりのコメントなど、グールドの知的でエキセントリックな部分がある。

### 作曲家志望・指揮活動
幼少より作曲をしてきたグールドは、常々ピアニストとしてのキャリアに終止符を打って作曲家になることを表明していた。
しかし、グールドは、自分の作品をヨハネス・ブラームスあるいはシェーンベルクの焼き直しだとして、個性的な作品といえないことを憂慮し、少なくない数の作曲を手がけていたにもかかわらず、（最後の1ページを残して）その大部分を未完成のまま放置した。
その結果、生涯を通じてシリアスな音楽として世に問われた作品は「弦楽四重奏曲」Op.1だけであり、それ以外に発表された作品は、協奏曲のカデンツァや冗談音楽の部類に属する音楽だけで、結局のところグールドは作曲家として大成しなかった。なお、グールドのラジオドキュメンタリーの一部を作曲行為とみなす見解もある。
グールドは、指揮活動にも興味を示したが、比較的若い時期の一時期と最晩年の活動のみで、やはり大成するに至らなかった。

## グールドの性格

### 親交
グールドには、生涯を通して従姉妹にあたる女性と親交があったこと、深夜に親しく長電話をする友人がいたことなど、決して完全な孤独者ではなかったことがわかっている。また、ユーディ・メニューインなどの共演者からの評判も良かった。アルトゥール・ルービンシュタインとも生涯を通して仲が良かった。
また、グールドは、動物をとても愛したことが知られており、愛犬への手紙も多数残されている。グールドの死後、その遺産の半分は、動物愛護協会に寄付されている。

## グールドの功績
グールドの最大の功績は、バッハ演奏における新たな演奏スタイルや解釈を世に示し、それに対応した確固たる到達点を構築したことであるといわれている。バッハ以外の作曲家についても、そのアプローチの仕方に一石を投じて以降の音楽家に影響を与えたり、その録音を愛する多くのリスナーを生んでいる。また、アーティストと聴衆やメディアとの新たな関係性を提示したことも功績に数えられている。

### 広いファン層
グールドの活動・作品は多くの人を魅了し、クラシック音楽の愛好家に限られず、幅広いファンを獲得してきている。
アストル・ピアソラのような他ジャンルの音楽家やエドワード・W・サイードやロラン・バルト のような現代思想の専門家にもファンが多いのも特徴的である。
また、ヴァレリー・アファナシエフ、ファジル・サイ、アワダジン・プラットなど、多くの音楽家に影響を与え、敬意を受けている。

ただ、グールドと親交があり、彼の自宅を訪れることもあった指揮者小澤征爾は、作家の村上春樹との対談において以下のように述べている。

### オマージュ・演奏の再現の試み
グールドの死後、カナダにおいてグレン・グールド賞が創設され、ユーディ・メニューインや日本人作曲家武満徹等がこれを受賞している。また、ドミトリー・シトコヴェツキーは、グールドの演奏にインスパイアされて、ゴルトベルク変奏曲を弦楽三重奏に編曲して、グールドに捧げている。さらに、グールドの1955年のゴルトベルク変奏曲の録音を、最新技術で再創造する試みも行われており、グールドの録音は一種の楽譜として評価されている。これに関連して、ヤマハがグールドの音楽表現をAIで再現するプロジェクト"Dear Glenn"を立ち上げている。これは現存するグールドの録音音源などを解析し、ディープ・ニューラル・ネットワークを利用してグールド特有の演奏のパターンを機械学習させようとしたもので、2019年にはアルスエレクトロニカ・フェスティバルにて実演を披露している。

## 主な作品

### 作曲
グールドが所属していたコロムビア・レコードにおいて、いずれも録音されている。
- 「弦楽四重奏曲」 Op.1
- 「So You Want to Write a Fugue?」（じゃあ、フーガを書きたいの？）

4声と弦楽四重奏のための（フーガを解説するTV番組に書いた物で初演はグールド本人が伴奏）
- 「リーバーソン・マドリガル」

4声とピアノのための4部構成の音楽
- 「ピアノのための2つの小品」

初期作品
- 「バスーンとピアノのためのソナタ」

3楽章 初期作品
- 「ピアノソナタ」（未完）

2楽章 初期作品

### 編曲
いずれもピアノ用編曲。
- リヒャルト・ワーグナー『ジークフリート牧歌』[13]
- ワーグナー『ニュルンベルクのマイスタージンガー』より前奏曲（ピアノソロ版および二台ピアノ版[14]）
- ワーグナー『神々の黄昏』より「夜明けとジークフリートのラインへの旅」[15]
- モーリス・ラヴェル『ラ・ヴァルス』（ラヴェル自身によるピアノソロ用編曲のグールド改訂版[16]）

### 録音
- バッハ「ゴルトベルク変奏曲」BWV 988

1.　1955年6月　モノラル録音 (スタジオ)
グールドの以降のキャリアにおいて、常に大きな意味を持ち続けた傑作といわれ、当時のタイム誌には、「風のような速さの中に歓喜」が、「フレーズから迸る美しさの中に楽しみ」があり、グールドが愛好する「ミネラルウォーターのように新鮮」であると評された。本作は、グールドの若年にもかかわらず、完成された高い技術、躍動するリズム感、独特の抒情性を兼ね備えており、新録音にはない特徴もあることから、その価値は高く評価されている。ただグールド本人は晩年、この録音を「最も過大評価されたレコードの一つ」であると語り、その不満も後に再録音をする一つの動機となっていた。
2.　1981年4月・5月　デジタル録音 (スタジオ)
ステレオやデジタルといった新技術の出現への対応と、パルスの継続といった新解釈の導入を目指し、グールドは、再録音をすることとなる。旧録音にはない悠然としたテンポ設定、一貫した弱奏、変奏間の休止の構造的な調整は、完璧ともいえるマニエリスムを築き上げ、その祈るようであると評されたタッチや賢者の思慮を思わせるともいわれた抒情性の発現は、パルスの継続の結実とあいまって、多くの人々の心を捉え、レコード史上、不朽の傑作とまで言わしめることとなった。また、再録音においては、グールドの対位法に対する個人的な愛も具現化しており、前録音と同じように、グールドが不要であると考える繰り返しを省略する方針に則っているが、前回とは異なり、カノンはすべて繰り返している。同作は、1983年に、グラミー賞を受賞、日本でもレコードアカデミー賞を受賞しており、日本における認知も高い。
3.　ザルツブルク音楽祭に出演した際のライヴ録音が残されている（1959年）。
4.　モントリオールにおけるCBC放送録音が残されている（1954年）。
5.　バンクーバーにおけるライヴ録音が残されている（1958年）。
- バッハ「パルティータ」

第1番変ロ長調 BWV 825 （1959年5月・9月）
第2番ハ短調 BWV 826 （1959年6月）
第3番イ短調 BWV 827（1962年）
第4番ニ長調 BWV 828（1963年）
第5番ト長調 BWV 829 （1957年7月・8月）　モノーラル
第6番ホ短調 BWV 830 （1957年7月・8月）　モノーラル
- バッハ「イタリア協奏曲」ヘ長調 BWV 971

1. 1959年6月
2. 1981年8月

- バッハ「フーガの技法 BWV 1080（抜粋）」

1. オルガン演奏による録音（1962年）（「ノン・レガート奏法」と呼ばれ、オルガンの持続音を避けてピアノのように短くスタッカートで演奏されている。）
2. ピアノ演奏による録音（CBC放送用音源、1967年・1979年・1981年）

ピアノ演奏による録音については、1967年に録音された9番、11番及び13番は、モノラル録音である。
未完の14番について、同曲を「無限に続く灰色」に喩えたグールドは、「あらゆる音楽の中でこれほど美しい音楽はない」とも述べている。
- バッハ「平均律クラヴィーア曲集第1巻」 BWV 846-869（1962年・1963年・1965年）
- バッハ「平均律クラヴィーア曲集第2巻」 BWV 870-893（1966年・1967年・1969年・1971年）
- バッハ「インヴェンションとシンフォニア」 BWV 772-801（1964年3月18日、19日）

明らかに調整不良の、おかしな音のするピアノで録音されたため、1964年に発売された際、ジャケットにはグールド自身による弁明が記されていた（別の説としてグールド好みの調整ともいわれている）。2声と3声をセットにして続けて演奏している。
- バッハ「フランス組曲」 BWV 812-817（1971年・1972年・1973年）
- バッハ「フランス風序曲」 BWV 831 (1973年)
- バッハ「イギリス組曲」 BWV 806-811（1971年・1973年・1974年・1975年・1976年）
- バッハ「トッカータ」 BWV 910-916（1963年・1976年・1979年）
- バッハ「小プレリュードと小フーガ集」（1979年・1980年）
- バッハ「半音階的幻想曲 ニ短調 BWV903a」(1979年)

本来幻想曲に続いて演奏されるフーガは未録音。
- バッハ「BACHの名によるプレリュードとフーガ変ロ長調 BWV 898」
- バッハ「ピアノ協奏曲」第1番〜第5番、第7番 BWV 1052-1056, 1058（1957年・1958年・1967年・1969年）
- バッハ「ヴァイオリン・ソナタ」第1番〜第6番 BWV 1014-1019（1975年・1976年）

ラレード ヴァイオリン
- バッハ「ヴィオラ・ダ・ガンバ・ソナタ」第1番〜第3番 BWV 1027-1029（1973年・1974年）

ローズ チェロ
- グールド「弦楽四重奏曲」Op.1. （1960年3月、グールド監修による録音）
- グールド「じゃあ、フーガを書きたいの？」（1963年12月）
- モーツァルト「ピアノ・ソナタ」

第1番ハ長調 KV. 279 （1967年11月）
第2番ヘ長調 KV. 280 （1967年8月・11月）
第3番変ロ長調 KV. 281 （1967年5月・11月）
第4番変ホ長調 KV. 282 （1967年7月・11月）
第5番ト長調 KV. 283 （1968年9月・10月）
第6番ロ長調 KV. 284 （1968年9月・10月）
第7番ハ長調 KV. 309 （1968年9月）
第8番イ短調 KV. 310 （1969年1月・2月）
第9番ニ長調 KV. 311 （1968年1月）
第10番ハ長調 KV. 330（1970年8月）
第11番イ長調 KV. 331 （1965年12月・1970年8月）
グールドの斬新なテンポ設定による録音の中でも最も有名なものの一つ。とりわけ低速トルコ行進曲は有名である。
第12番ヘ長調 KV. 332 （1965年9月・1966年5月）
第13番変ロ長調 KV. 333 （1965年8月・1970年8月）
第14番ハ短調 KV. 457 （1974年6月・9月）
第15番ヘ長調 KV. 533 （1972年4月・1973年5月）
第16番ハ長調 KV. 545 （1967年7月）
第17番変ロ長調 KV. 570 （1970年8月・1974年11月）
第18番ニ長調 KV. 576 （1974年9月）
幻想曲ニ短調 KV. 397 （1972年11月）
幻想曲ハ短調 KV. 457 （1966年11月）
- モーツァルト「ピアノ協奏曲第24番」ハ短調 KV. 491 （1961年1月）

ジュスキント指揮CBC交響楽団
カデンツァはグールド自身のものである。
- モーツァルト「ピアノ・ソナタ第10番」ハ長調 KV. 330 （旧録音・1958年1月）
- モーツァルト「幻想曲（前奏曲）とフーガ」ハ短調 KV. 394（383a）（1958年1月）

モーツァルトについては、正規版以外にザルツブルク音楽祭でのソナタのライブ録音、師アルベルト・ゲレーロとの連弾用ソナタなどのプライヴェート録音がある。
- シェーンベルク「ピアノ曲全集」

3つのピアノ曲 Op.11（1958年6月・7月）
6つのピアノ小品 Op.19（1964年6月・1965年9月）
5つのピアノ曲 Op.23（1965年1月・12月）
ピアノ組曲 Op.25（1964年7月）
2つのピアノ曲 Op.33a & b（1965年11月）
- シェーンベルク「ピアノ協奏曲 Op.42」（1965年11月）

クラフト指揮 CBC交響楽団
- シェーンベルク「ピアノ伴奏付きヴィオリンのためのファンタジー」 Op.47

（1964年7月）ベーカー ヴァイオリン
- シェーンベルク「ナポレオン・ボナパルトに寄せるオード」Op.41

（1965年2月）ジュリアード弦楽四重奏団他
- シェーンベルク「月に憑かれたピエロ」Op.21第1曲〜第7曲のみ

（1974年）放送用音源。
- ショパンピアノソナタ第3番 Op. 58
- シューマンピアノ四重奏曲 Op. 47
- ブラームス「4つのバラード」Op.10（1982年2月）
- ブラームス「2つのラプソディー」Op.79（1982年1月）
- ブラームス「間奏曲集」（1960年9月・11月）

Op.117、Op.118-1、2、6、Op.116-4、Op.76-6、7、Op.119-1
- ブラームス「ピアノ五重奏曲」ヘ短調 Op.34

（1957年8月） モントリオール四重奏団
- ブラームス「ピアノ協奏曲第1番」ニ短調 OP.15（1962年4月）

バーンスタイン指揮 ニューヨーク・フィルハーモニック
モノーラル、ライヴ録音 エピソード欄に書かれている演奏がこれ。
バーンスタインのスピーチも併録されている。
- ベートーヴェン「ピアノ・ソナタ」

第1番 ヘ短調 Op.2-1（1974年11月）
第2番 イ長調 Op.2-2（1976年7月）
第3番 ヘ短調 Op.2-3（1976年8月）
第4番 変ホ長調 Op.7（1952年10月）
CBC放送用音源 モノーラル 第2楽章ラルゴのみ
第5番 ハ短調 Op.10-1（1964年9月）
第6番 ヘ長調 Op.10-2（1964年6月）
第7番 ニ長調 Op.10-3（1964年11月）
第8番 ハ短調 Op.13「悲愴」（1966年4月）
第9番 ホ長調 Op.14-1（1966年2月）
第10番 ト長調op.14-2（1966年2月・5月）
第12番 変イ長調 Op.26「葬送」（1979年9月）
第13番 変ホ長調 Op.27-1（1981年8月）
第14番 嬰ハ短調 Op.27-2「月光」（1967年5月）
第15番 ニ長調 Op.28「田園」（1979年6月・7月）
第12番・14番・15番は、グールドが晩年に称揚した作品であり、第14番については、グールドの独特のテンポ設定、ここでは高速の月光ソナタを聴くことができる。
第16番 ト長調 Op.31-1（1971年8月,1973年5月）
第17番 ニ短調 Op.31-2「テンペスト」（1967年1月,1971年8月）
第18番 変ホ長調 Op.31-3 （1967年3月）
第16番・17番・18番は、グールドが特別な愛情を抱いていた作品である。
第19番 ト短調 Op.49-1（1952年10月）
CBC放送用音源 モノーラル
第23番 ヘ短調 Op.57「熱情」（1967年10月）
グールドの行った「伝統破壊」の中でも最も有名なものといわれる。重苦しいテンポで弾かれた第1楽章は多くの批判を呼んだ。グールド自身、そのライナーノートで「なぜこの曲に人気があるのかがわからない」など、この曲への嫌悪感を表明している。
第24番 嬰ヘ長調 Op.78（1968年2月）
お蔵入りになっていたが1993年にリリースされた
第28番 イ長調 Op.101 （1952年10月）
CBC放送用音源 モノーラル
第29番 変ロ長調 Op.106「ハンマークラヴィーア」（1967年1月・12月）
CBC放送用音源 モノーラル
第30番 ホ長調 Op.109（1956年6月）
第31番 変イ長調 Op.110（1956年6月）
第32番 ハ短調 Op.111（1956年6月）
第30番〜32番は、グールドがゴルトベルク変奏曲の次に録音することを選んだ作品であり、すべてモノーラル録音である。特に第30番は、グールドが演奏会で最も多く演奏したベートーヴェンのピアノソナタであり、若き日のグールドはその第1楽章を美しいコラールのようであると賞賛した。
第28番の第1楽章はグールドが「ベートーヴェンの作品の中で1番好きだ」と語った作品であるが、正式録音は残されていない。
グールドによるベートーヴェンのソナタ全集は完成されていないが、書簡などから、当初グールドは完成させるつもりであったことが明らかになっている。ソナタに関して上記以外にも、放送用音源やライブ録音などが若干残されている。また、ベートーヴェンの交響曲第5番「運命」と交響曲第6番「田園」については録音が残されているが、リスト編曲のベートーヴェンの交響曲全集についても完成させたいと周囲に話していたという。
- ベートーヴェン「ピアノ協奏曲」

第1番 ハ長調 Op.15 （1958年4月）
ゴルシュマン指揮 コロンビア交響楽団
カデンツァはグールド作曲のものである。
第2番 変ロ長調 Op.19 （1957年5月）
バーンスタイン指揮 コロンビア交響楽団
モノーラル録音
第3番 ハ短調 Op.37 （1959年5月）
バーンスタイン指揮 コロンビア交響楽団
第4番 ト長調 Op.58 （1961年3月）
バーンスタイン指揮 ニューヨーク・フィルハーモニック
第5番 変ホ長調 Op.73「皇帝」（1966年3月）
ストコフスキー指揮 アメリカ交響楽団

正規盤以外に、アルトゥーロ・ベネデッティ・ミケランジェリの代役を頼まれたグールドが「何と、ナンバーワンのピアニストがナンバーツーの代役とは」と述べたという有名な逸話のあるアンチェル指揮トロント響との5番（1970年）・カラヤン指揮ベルリン・フィルハーモニー管弦楽団との3番（1957年）などライヴ録音、放送用音源がいくつかある。
- ベートーヴェン「変奏曲集」
- ベートーヴェン「バガテル集」
- ヒンデミット「ピアノ・ソナタ」

第1番（1966年10月）
第2番（1966年12月・1967年1月）
第3番（1973年2月）
ヒンデミットのソナタを収録したアルバムには、グールド自身が執筆したヒンデミットに関するユニークな論考が添えられており、グラミー賞を受賞している。

### 著述・講演
- 「シェーンベルクにおけるひとつの展望」
- 「電気時代の音楽に関する議論」
- 「ペトゥラ・クラーク探求」

### 映画
- スローターハウス5

グールドは、サウンドトラック作成に関与

### 脚本
- 「グレン・グールドのトロント」

## エピソード
グールドには非常にユニークなエピソードが多い。

### アイドル視
グールドは、1955年のゴルトベルク変奏曲のレコード発売時のプロモーション以来、その端正で美しい容貌でアイドル視されていた。実際、若い頃のグールドは、後述のバーンスタインが、「グールドより美しいものを見たことがない」と述べたように、天使のような美少年であった。そして、特異なファッションや奇抜な逸話が、さらにその人気に拍車をかけた。
例えば、彼は真夏でもコートを着て、ハンチングをかぶり、手袋をして人前に現れた。食べ物、飲み物に異常にこだわり、どこへ行くにもミネラル・ウォーター（アメリカ原産のポーランドスプリング）を持参し、絶対に水道水を直接に飲まなかった。普段はビスケットを少量とフルーツジュース、サプリメントなどしか取らなかった。演奏前には、湯に30分近く手をつけて温め、一部の楽曲は、足を組んで演奏していたといった具合である。通常の食事は1日に1回のみで、深夜2-3時にレストランに現れては、毎回同じ席で同じものを食べていた。レストランであった若者たちと意見を交わすこともあったという。

### 他の演奏者とのトラブル
グールドは、その演奏時、父親が作った椅子以外には座らないといったこだわりをもっていたり、前述したハミングを演奏中に行ったり、演奏中に指揮したりする癖があることなどから、以下のように指揮者等とトラブルが絶えなかった。
- 1962年、カーネギー・ホールでの定期演奏会において演奏予定のブラームスの協奏曲第1番のテンポについて、レナード・バーンスタインと論争になり、「who is the boss? soloist or conductor.」といった記事が新聞に掲載されるなどの騒動となった。結果、バーンスタイン自身が、演奏会の前に、グールドの解釈には自分は反対である旨を表明してから演奏をはじめるといった前代未聞の事態になり、前述のショーンバーグからも批判された。もっとも、バーンスタインは、グールドの才能は高く買っており、「彼の紡ぐ音は、常に新鮮で間違いがない」「グールドより美しいものを見たことがない」と評価しており、グールドと個人的な親交もあった。
- オーケストラと共演中にも空いた手で大きく手を振るため、正指揮者がいるにも関わらずオーケストラを指揮しようとしているように見え、カラヤンに「君はピアノより指揮台がお似合いだ！」と皮肉を言われる。
- ジョージ・セル、クリーヴランド管弦楽団のコンサートに出演した際、そのリハーサルにおいて、三十分間ずっと自身の座る椅子の高さの調整をしたため、堪え切れなくなったセルの怒りを買ったという有名なエピソードがある。ただし、この話は、グールド自身は明確に否定している[20]。この両者は、お互いの音楽性を認め合っており、セルは自分自身が振ることはなかったが、その後もクリーヴランド管のソリストとしてグールドを招き入れ、グールドの方もセルのレコードが音楽の内容の良さに対してあまり売り上げが芳しくないことを指摘している。
- 朝比奈隆は、イタリアでグールドと共演した際（グールド自身が選曲したベートーヴェンのピアノ協奏曲第2番）に、グールドが前日のリハーサルに体調不良を理由に欠席したために立腹気味であったものの、演奏会当日に初めて顔をあわせ、いざ演奏直前の通し稽古が始まると、楽団員とともにグールドの演奏に衝撃を受けたという。

### その他
- グールドは、左利きであったため、活動初期にオーケストラの指揮を行なった際に当時は左利きの指揮者が珍しく、手の振りが右利きの場合と比べて左右逆になるため戸惑った楽団員もいたという。
- グールドの健康面はとても不安定で、ビタミンの錠剤や抗生物質などの錠剤を常用していた。その量は、現在からすれば、身体に悪影響を及ぼす量であったという。
- グールドは、文学青年であり、トーマス・マン、夏目漱石、シェークスピア、ニーチェ、ヘルマン・ヘッセなどを読んでいたと告白している。特にマンの「魔の山」、漱石の「草枕」はお気に入りで、後者は自身が編集したものをラジオ番組でみずから朗読し、近代の危険性を表現している点など「魔の山」との共通点を指摘して、これを20世紀の最高小説のひとつであると語ったといわれている。「草枕」は異なる訳者のものを4冊持っていて、死の床には、枕もとに聖書（父親がグールドの死後に置いたと言われる）の他に書き込みだらけの「草枕」があったという。横田庄一郎は、「魔の山」と「草枕」は、グールドの人生観にも大きな影響を与えているとする。
- 先述したようにロック・ミュージックに否定的であった。インタビューで「ジャニス・ジョップリンがエレベーターで流れたら私は耐えられないだろう」と発言したり、ビートルズをナンセンスと言い切るようなグールドであったが、ペトゥラ・クラークに関する論考を執筆したり、バーブラ・ストライサンドのファンであったとも言われる。
- ジャズに関しては少し鑑賞する分にはよく、若い頃は多少熱中したともいうが、演奏を聴きにいったことも、演奏することもできないと述べている。また、ジャズピアニストのビル・エヴァンスのレコードを数枚所有しており、アレンジャーのクラウス・オガーマンと共演したアルバム「シンバイオシス」を評価している。またクラシックとジャズの融合に対しては否定的であった。
- ヴラジーミル・ホロヴィッツに対して、グールドは生涯、否定的あるいはライバル視していた節があり、ホロヴィッツの「ヒストリック・リターン」に対するあてつけのラジオ番組「ヒステリック・リターン」を制作したほどである。この両者は、最後まで親交を持つことはなかったと言われている。ただ、グールドの訃報に際し、最初に届いた弔電の一つは、ホロヴィッツからのものであったという。また、研究でグールドはホロヴィッツに熱中していた時期があり、事実ホロヴィッツがトロントの演奏会で演奏していたリストの「泉のほとりで」やプロコフィエフの「第7ソナタ」をグールドは同じ時期にレパートリーに入れていた。このうち正式録音があるのは「第7ソナタ」のみである。

## 関連文献
著作ほか
- 1990年11月 『グレン・グールド著作集 1 バッハからブーレーズへ』（ティム・ペイジ編、野水瑞穂訳）みすず書房、ISBN 4622043815
  - Tim Page, The Glenn Gould Reader
- 1990年11月 『グレン・グールド著作集 2 パフォーマンスとメディア』（ティム・ペイジ編、野水瑞穂訳）みすず書房、ISBN 4622043823
  - Tim Page, The Glenn Gould Reader
- 2025年4月 『グレン・グールド著作集』（ティム・ペイジ編、宮澤淳一訳）みすず書房、ISBN 4622097702 - 決定版による新訳
- 1998年12月『グレン・グールド 写真による組曲』（アッティラ・チャンパイ、ティム・ペイジ共編、小松淳子訳）アルファベータ、ISBN 4871984877 / 新装版2004年2月、ISBN 4871984605
  - Glenn Gould, Attila Csampai, Tim Page, Glenn Gould Photographische Suiten
- 1999年3月 『グレン・グールド書簡集』（ジョン・P.L.ロバーツ/ギレーヌ・ゲルタン共編、宮澤淳一訳）、みすず書房、ISBN 4622044196
  - Glenn Gould, John Peter Lee Roberts, Ghyslaine Guertin, Glenn Gould
- 2001年6月 『ぼくはエクセントリックじゃない : グレン・グールド対話集』（ブリューノ・モンサンジョン編・構成、粟津則雄訳）、音楽之友社、ISBN 4276203651
  - Glenn Gould, Bruno Monsaingeon, Non, je ne suis pas du tout un excentrique
- 2005年9月 『グレン・グールド発言集』（ジョン・P.L.ロバーツ編、宮澤淳一訳）、みすず書房 / 新装版2017年12月、ISBN 4622086573
  - Glenn Gould, John Peter Lee Roberts, The art of Glenn Gould

論集、評伝
- WAVE編集部編『グレン・グールド』WAVE、1989年、ISBN 4893420933
- 「文藝」編集部編『グレン・グールド バッハ没後250年記念 総特集』河出書房新社、2000年4月、ISBN 4309975844
- アンドルー・カズディン（石井晋訳）『グレン・グールドアットワーク 創造の内幕』音楽之友社、1993年10月、ISBN 4276217555
  - Andrew Kazdin, Glenn Gould at work
- オットー・フリードリック（宮澤淳一訳）『グレン・グールドの生涯』リブロポート、1992年11月、ISBN 484570756X
  - Otto Friedrich, Glenn Gould
- オットー・フリードリック（宮澤淳一訳）『グレン・グールドの生涯』青土社、2002年5月、ISBN 4791759532
  - Otto Friedrich, Glenn Gould: a life and variations
- ギレーヌ・ゲルタン（浅井香織・宮澤淳一共訳）『グレン・グールド複数の肖像』立風書房、1991年7月、ISBN 4651820166
  - Ghyslaine Guertin, Glenn Gould: pluriel
- グレン・グールド・エステート（藤井留美訳）『グレン・グールドア・ライフ・イン・ピクチャーズ』ソニー・マガジンズ、2002年11月、ISBN 4789719464
  - Estate Of Glenn Goul, Glenn Gould: a life in pictures
- ケイティ・ハフナー（鈴木圭介訳） 『グレン・グールドのピアノ』 筑摩書房、2011年8月、ISBN 448087366X
  - Katie Hafner, A Romance on Three Legs: Glenn Gould's Obsessive Quest for the Perfect Piano
- ケヴィン・バザーナ（サダコ・グエン訳）『グレン・グールド演奏術』白水社、2000年10月、ISBN 4560037485
  - Kevin Bazzana, Glenn Gould
- ジェフリー・ペイザント（木村英二訳）『グレン・グールド なぜコンサートを開かないか』音楽之友社、1981年12月、ISBN 4276203643
  - Geoffrey Payzant, Glenn Gould: music and mind
- ジョック・キャロル（宮澤淳一訳）『グレン・グールド 光のアリア』筑摩書房、1995年10月、ISBN 4480872698
  - Jack Carroll, Glenn Gould:portraits of the artist as a young man
- ジョナサン・コット（高島誠訳）『グレン・グールドとの対話』　晶文社、1990年3月、ISBN 4794950772
- ジョナサン・コット（宮澤淳一訳）『グレン・グールドは語る』　ちくま学芸文庫、2010年10月－新訳
  - Jonathan Cott, Conversation with Glenn Gould
- デイヴィッド・ヤング（宮澤淳一訳）『グレン・グールド最後の旅』筑摩書房、1995年3月、ISBN 448087254X
  - David Young, GLENN: A play by David Young
- トーマス・ベルンハルト（岩下真好訳）『破滅者 グレン・グールドを見つめて』音楽之友社、1992年7月、ISBN 4276214122
  - Thomas Bernhard, Der Untergeher
- ピーター・F.オストウォルド（宮澤淳一訳）『グレン・グールド伝 天才の悲劇とエクスタシー』筑摩書房、2000年9月、ISBN 4480885110
  - Peter F. Ostwald, Glenn Gould
- ミシェル・シュネデール（千葉文夫訳）『グレン・グールド孤独のアリア』筑摩書房、1991年2月、ISBN 4480871829 / ちくま学芸文庫、1995年10月、ISBN 4480082344
  - Michel Schneider, Glenn Gould piano solo
- ジョン・マグリーヴィ編（木村博江訳） 『グレン・グールド変奏曲』 東京創元社、1986年12月
- 鈴木康央『北の人グレン・グールド』鳥影社、1999年6月、ISBN 4886291155
- 宮澤淳一『グレン・グールド論』春秋社、2004年12月、ISBN 4393937570
- 横田庄一郎『「草枕」変奏曲 夏目漱石とグレン・グールド』朔北社、1998年5月、ISBN 4931284388
- 横田庄一郎編『漱石とグールド 8人の「草枕」協奏曲』朔北社、1999年9月、ISBN 4931284450
- 渡仲幸利『グレン・グールドといっしょにシェーンベルクを聴こう』春秋社、2001年5月、ISBN 4393937554

### 映像
ドキュメンタリー映画
- 『グレン・グールド/27歳の記憶』（1959年） ※日本公開1999年
- 『グレン・グールド/ロシアの旅』（2002年）
- 『グレン・グールド/天才ピアニストの愛と孤独』（2009年） ※日本公開2011年

伝記映画
- 『グレン・グールドをめぐる32章』（1993年）

テレビ番組
- 『浅田彰が語るグレン・グールドの世界』(NHK教育テレビ　1992年9月放送)
- 『知るを楽しむ　グレン・グールド　鍵盤のエクスタシー』（NHK教育テレビ　2008年5月放送、2009年8月再放送、講師：宮澤淳一）（リンク切れ）（リンク切れ）

## その他の関連項目
- ウラディーミル・アシュケナージ - グールドと同年代であるため、比較されることが多いピアニスト。アシュケナージは、グールドを「永遠のアイドル」であると語り私淑している。
- オーランド・ギボンズ- インタヴューにおいてグールドが個人的に最も好きであると答えた作曲家。
- アルトゥル・シュナーベル - 10代のグールドが愛好したピアニスト。
- 吉田秀和 - 日本でグールドを最初に評価した著名な音楽評論家の一人。『芸術新潮』1963年4月号での執筆記事が日本での紹介の先駆けであるといわれている。新版論集『グレン・グールド』（河出文庫、2019）がある。
- ハンニバル・レクター - 『羊たちの沈黙』などに登場する人物であり、その愛聴盤がグールドのゴルトベルク変奏曲であることは有名である。
- 宮澤淳一 -青山学院大学准教授でグールド研究者。著書にグレン・グールド論（春秋社 2004）がある。
- 岡田和子 (チェンバロ奏者) -ドキュメンタリー映画『Glenn Gould Hereafter』[DVD]（2005）に出演。グールド自身から手紙をもらっている。
- コーネリア・ブレンデル・フォス（英語版） - 画家。1931年生。1951年にピアニスト、作曲家であったルーカス・フォスと結婚。2007年8月25日の「トロント・スター」紙でグレン・グールドとの数年間の情事について公式に語った。2009年のドキュメンタリー“GENIUS WITHIN: THE INNER LIFE OF GLENN GOULD”にも出演している。